# Nordfjordeid
Nordfjordeid är en tätort som utgör centralort i Stads kommun i Vestland fylke i västra Norge.
Orten utgjorde före 2020 centralort i den tidigare kommunen Eid i dåvarande Sogn og Fjordane fylke.